# Walter Bobbie
Walter Bobbie (Scranton, 18 novembre 1945) è un regista teatrale, librettista e attore statunitense.

## Biografia
Dopo gli studi all'Università di Scranton e all'Università Cattolica d'America, Walter Bobbie fece il suo debutto a Broadway nel 1972 nel musical Frank Merriwell, a cui seguirono, tra i molti, Grease (1972) ed Anything Goes (1987). Nel 1992 ottenne il suo maggior successo come attore quando interpretò Nicely-Nicely Johnson in un revival di Guys and Dolls e per la sua interpretazione fu candidato al Drama Desk Award. Successivamente l'attività attoriale di Bobbie di diradò.
Nel 1994 scrisse il libretto per la rivista A Grand Night for Singing, per cui fu candidato al Tony Award al miglior libretto di un musical. Nel 1995 e nel 1996 fu il direttore artistico del New York City Center, per cui diresse un adattamento concertistico del musical Chicago nel 1996. Il musical si rivelò un trionfo di critica e pubblico, fu immediatamente riproposto a Broadway, valse a Bobbie il Drama Desk Award ed il Tony Award alla miglior regia di un musical e rimase in cartellone per oltre vent'anni.
Nel 1999 curò il testo e la regia di un adattamento teatrale di Footloose, che gli valse una seconda candidatura al Tony Award al miglior librettista. Bobbie ha continuato a dirigere opere di prosa e musical a Broadway per tutti gli anni duemila, duemiladieci e duemilaventi e tra i numerosi allestimenti si ricordano Sweet Charity (2005), Venere in pelliccia (2011) e Santa Giovanna (2018).

## Filmografia

### Cinema
- Un poliziotto in blue jeans (Shakedown), regia di James Glickenhaus (1988)
- Il club delle prime mogli (The First Wives Club), regia di Hugh Wilson (1996)
- L'occhio del male (Thinner), regia di Tom Holland (1996)
- Palindromes, regia di Todd Solondz (2004)

### Televisione
- Una vita da vivere - serie TV, 1 episodio (1981)
- Hill Street giorno e notte - serie TV, 2 episodi (1986)
- Un giustiziere a New York - serie TV, 2 episodi (1986-1987)
- L.A. Law - Avvocati a Los Angeles - serie TV, 1 episodio (1987)
- Quando si ama - serie TV, 1 episodio (1990)
- ABC Afterschool Specials - serie TV, 1 episodio (1991)
- Law & Order - I due volti della giustizia - serie TV, 3 episodi (1991-1999)
- NYPD - New York Police Department - serie TV, 1 episodio (1994)
- Sentieri - serie TV, 1 episodio (1995)
- The Good Wife - serie TV, 1 episodio (2013)